# 伊予鉄道森松線
森松線（もりまつせん）は、かつて愛媛県松山市の伊予立花駅（現・いよ立花駅）から森松駅までを結んでいた伊予鉄道の鉄道路線である。

## 廃止時の路線データ
- 路線距離（営業キロ）：4.4km
- 軌間：1067mm
- 駅数：3駅（起終点駅含む）
- 複線区間：なし（全線単線）
- 電化区間：なし（全線非電化）
- 閉塞方式：タブレット閉塞式

## 歴史
当路線は国道33号沿いに重信川北岸を通る路線であった。伊予鉄道が最初から計画していた路線ではなく、現在の国道33号沿道の有志が別の一会社を興して布設しようと計画しており、1893年（明治26年）6月の株主総会で伊予鉄道が引き受けることとなった。その後工事が進められ、1896年（明治29年）1月26日に開業。1901年（明治34年）には立花駅と森松駅間の椿参道北側に石井駅が設置された。
山間部の久万地域から阪神方面に木材を輸送するため、三津港と結ぶ役割が期待されており、開通後はそれまでの馬車輸送に比べ、定時制の向上、運輸コストの削減など大きなメリットを生み出すことができた。総工費は予定より2000円程安く26187円余（当時）であったが、日清戦争のため人員が少なく苦労した模様である。また、国道33号の改装工事に要する物資の輸送にも大きく貢献し、終点の森松は路線の開業後周辺に飲食店や商店街ができ、地域の中心地となり発展した。椿神社の春の大祭には臨時列車も運行され数万人の人出で賑わった。1931年（昭和6年）10月に横河原線などと共に762mmから1067mmに改軌された。
戦中から戦後は石炭の質が悪く、木と一緒に燃やしていたため、出力が上がらず上り坂で止まってしまうこともあり、乗客が降りて一緒に後ろから押したこともあったという。
しかし、並行する国道33号の整備が進むにつれ、物資輸送はトラックへ、鉄道利用者はバスへ流れていった。鉄道は1時間に1本（1日19往復）しかなかったが、バスの運行本数は10 - 15分に1本（1日90往復）もあり、1965年（昭和40年）の鉄道線利用者数は1949年（昭和24年）頃の約半分にまで減少していた。日中はほぼ空気輸送となり、1965年（昭和40年）11月30日限りで廃止された。運行最終日、ホームの中は身動きがとれないほど人が森松駅に集まった。
軌道敷は国が買収し、国道33号の上下4車線拡幅に充てられた。運行を終えた翌12月1日に当時の宮脇社長が抜いた犬釘は、現在でも伊予鉄社内に保管されている。路線廃止直後の12月から松山 - 森松間のバスは、鉄道の運行回数と同じ19往復を新設し代替輸送。さらに大街道経由を5回増設し、約1年間は森松線定期旅客への移行措置としてバス定期の割引が行われた。

### 年表

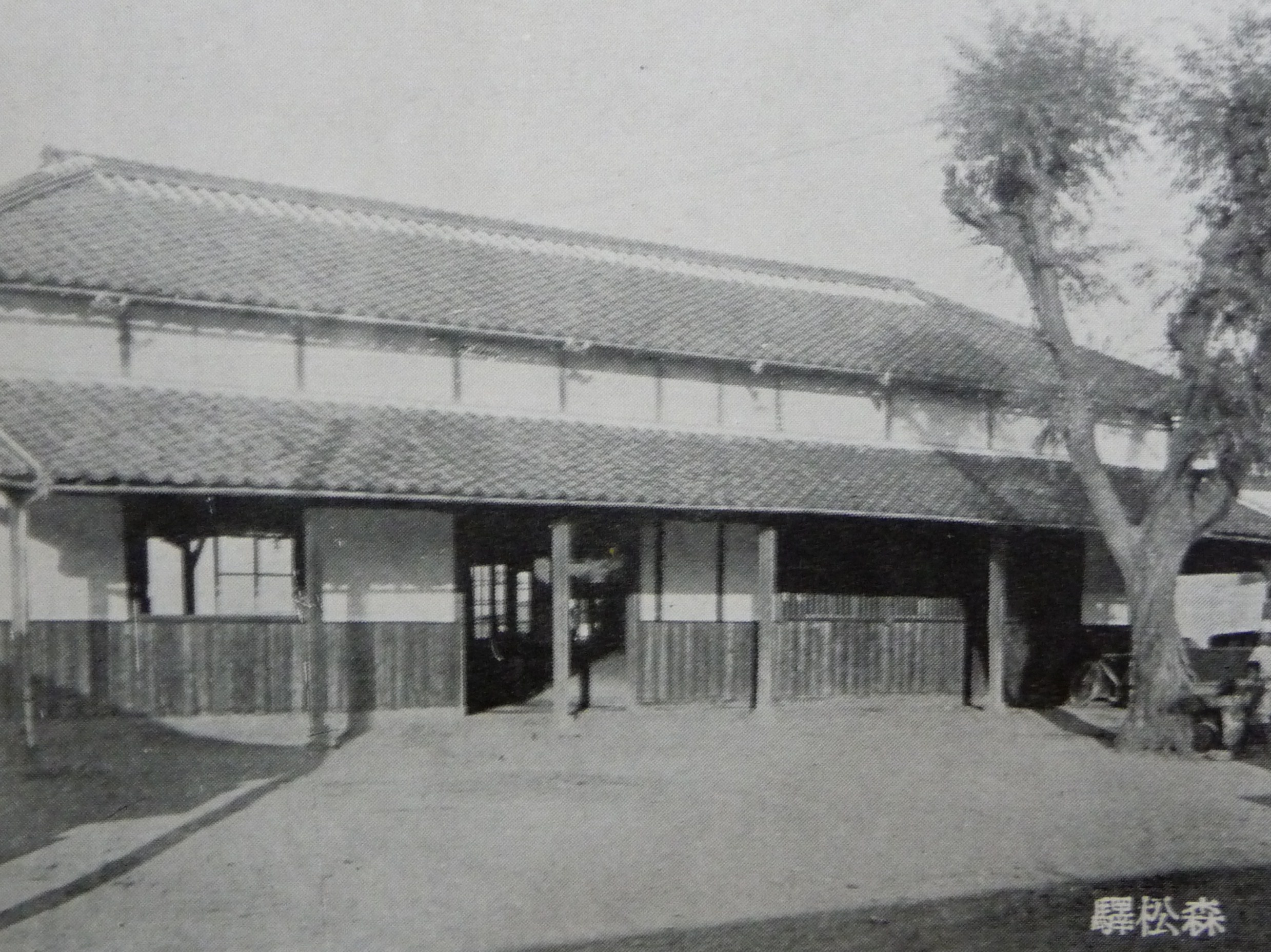
営業当時の森松駅（1930年頃）

- 1893年（明治26年）6月22日 臨時総会で立花 - 森松間線路延長を決議。免許を出願。
- 1894年（明治27年）
  - 7月3日 森松線延長に本免許状下付[5][6]。
  - 9月16日 臨時総会で森松延長に係る興業費予算更生案が紛糾、利害調査委員を選出。
  - 9月23日 総会継続会で森松延長工事の廃止を仮決議。
  - 10月10日 臨時総会で先の仮決議を否決。
  - 10月25日 臨時総会で森松延長を決議。
- 1896年（明治29年）1月26日 森松線開業[7]。
- 1901年（明治34年）2月21日 石井駅開業。
- 1931年（昭和6年）10月12日 同月6日に改軌された横河原線に続き、軌間が762mmから1067mmに改軌される[8]。
- 1954年（昭和29年）2月1日 ディーゼル化により坊っちゃん列車が引退する。
- 1965年（昭和40年）12月1日 森松線廃止[9]。

## 運行形態
廃止直前時にはおおむね1時間に1本程度。『伊予鉄道百年史』に記されたところによれば、廃止が検討されたときのデータとして、伊予立花から上り松山市方向に向かう乗客が1日1,100名程度で、そのうち850名は朝ラッシュ時の利用だったとのこと。その時代から、既に平行する国道33号には10 - 15分間隔で国鉄バス（松山高知急行線）も含めてバスが運行されており、乗客の大半はそちらを利用していたこともあって、バス移管が決定された。

## 駅一覧
- 廃止時には全駅が愛媛県松山市に所在[10]。

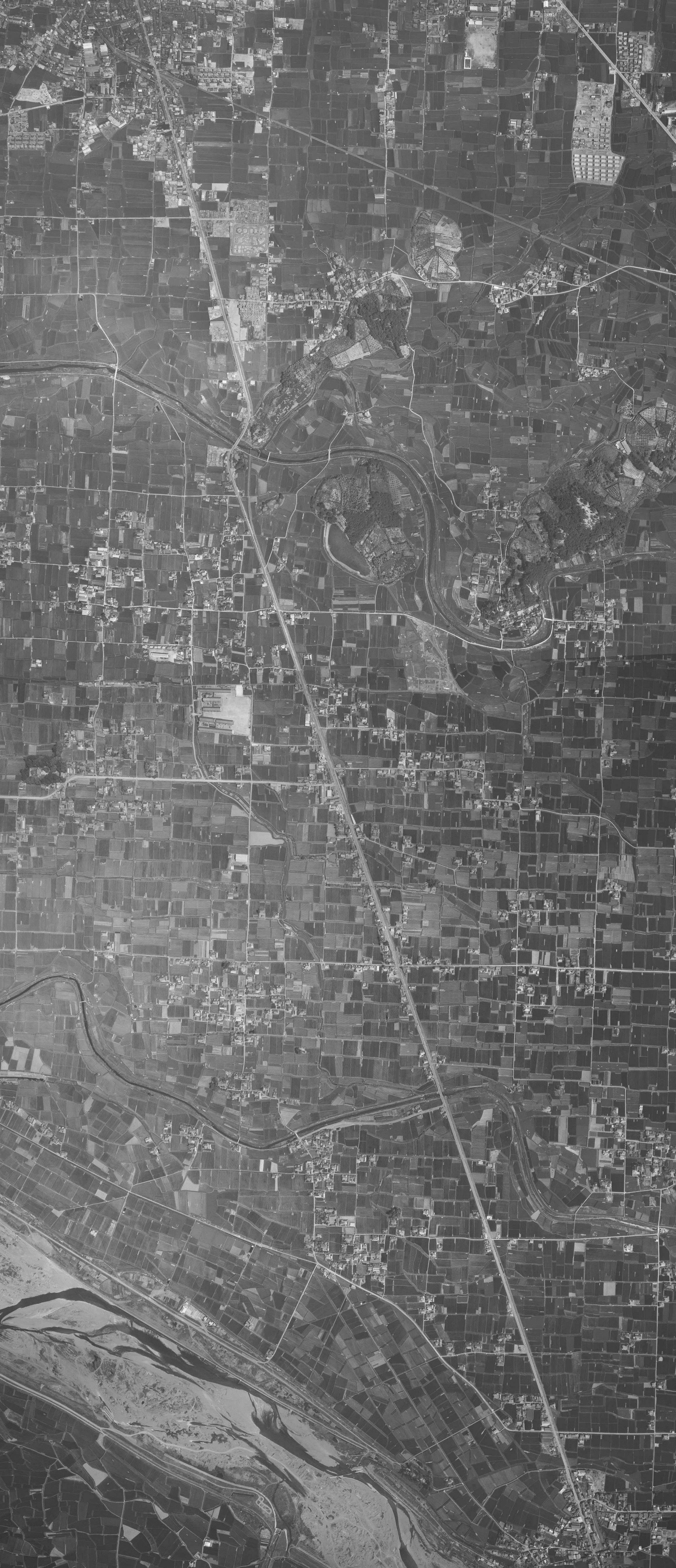
森松線の空中写真(1962年)。
帰属：国土交通省「国土画像情報（カラー空中写真）」
配布元：国土地理院地図・空中写真閲覧サービス

- 駅名は廃止時のもの。伊予立花駅は現・いよ立花駅。

| 駅名       | 駅間キロ | 営業キロ | 接続路線           |
| ---------- | -------- | -------- | ------------------ |
| 伊予立花駅 | -        | 0.0      | 伊予鉄道：横河原線 |
| 石井駅     | 2.1      | 2.1      |                    |
| 森松駅     | 2.3      | 4.4      |                    |

## 廃線後の状況
廃線直後に行われた国道33号の拡幅改良工事やその後の旧沿線の発展に伴って、終点および起点付近を除きほとんどの遺構は残されていない。
現在、バスの営業所である森松営業所は、かつての森松駅であった。営業所のバス乗り場は列車のホーム風のしつらえだが、旧駅舎は取り壊されている。

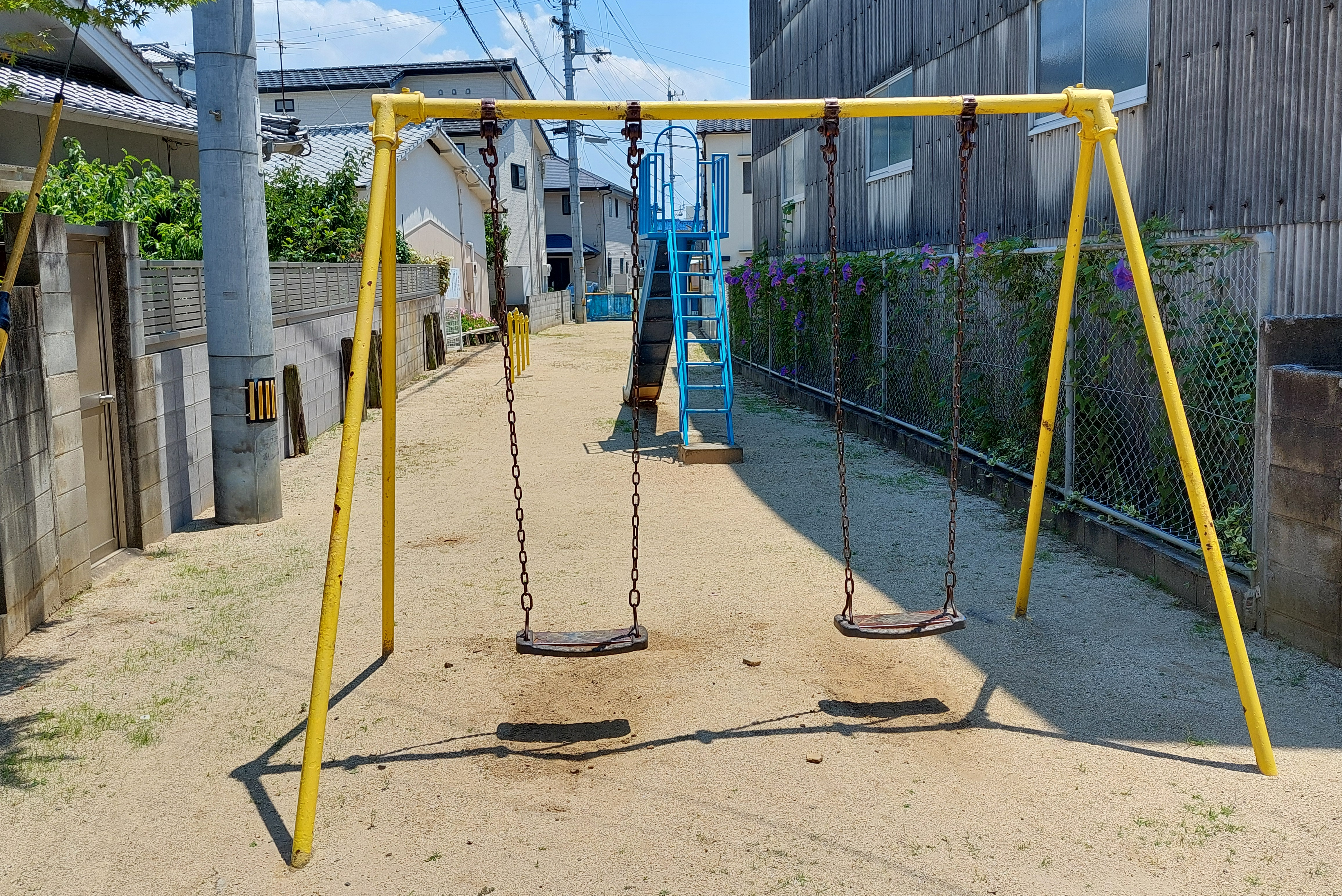
森松線跡に設けられた立花3丁目遊園地
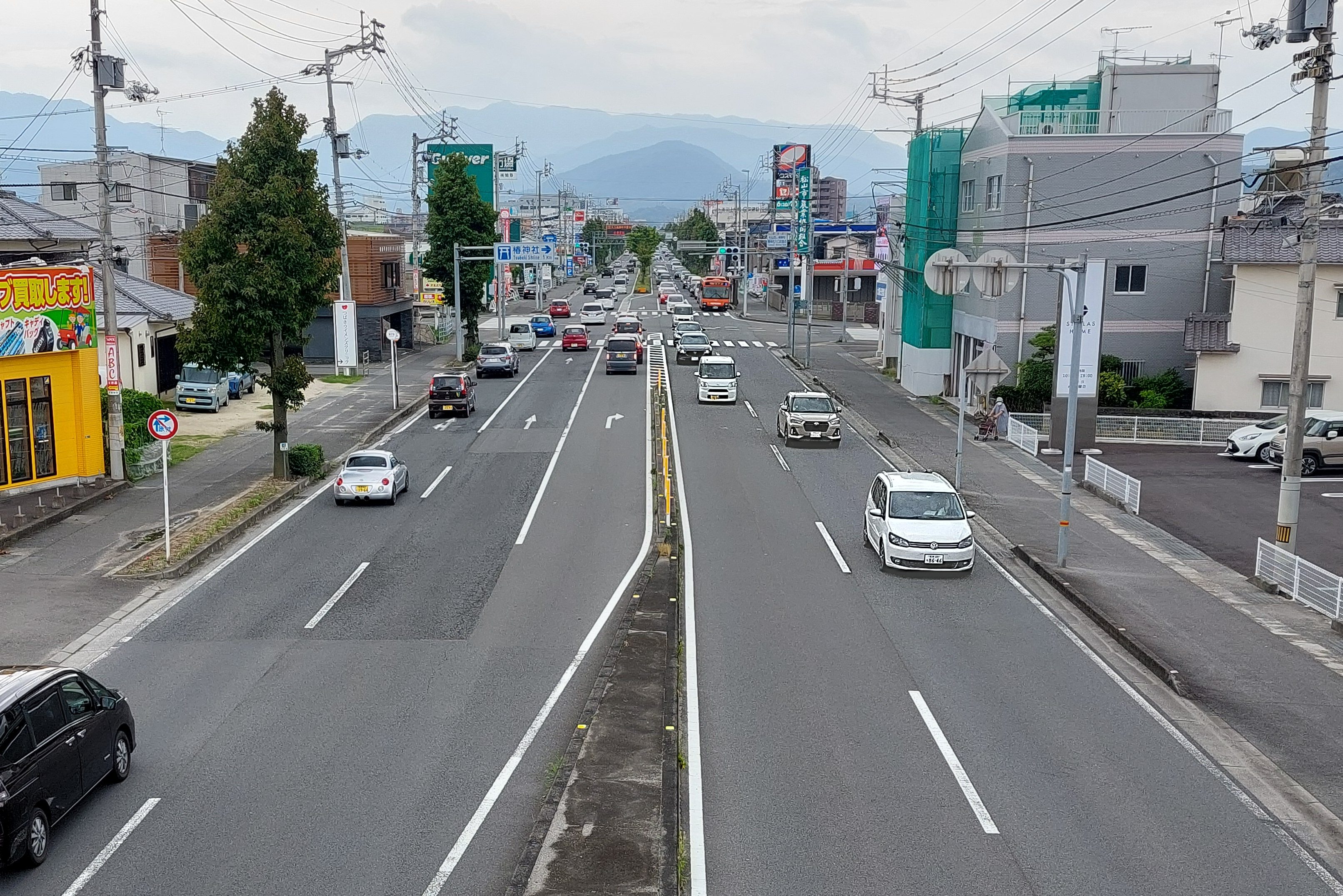
石井駅があったと思われる国道33号椿神社入口交差点付近
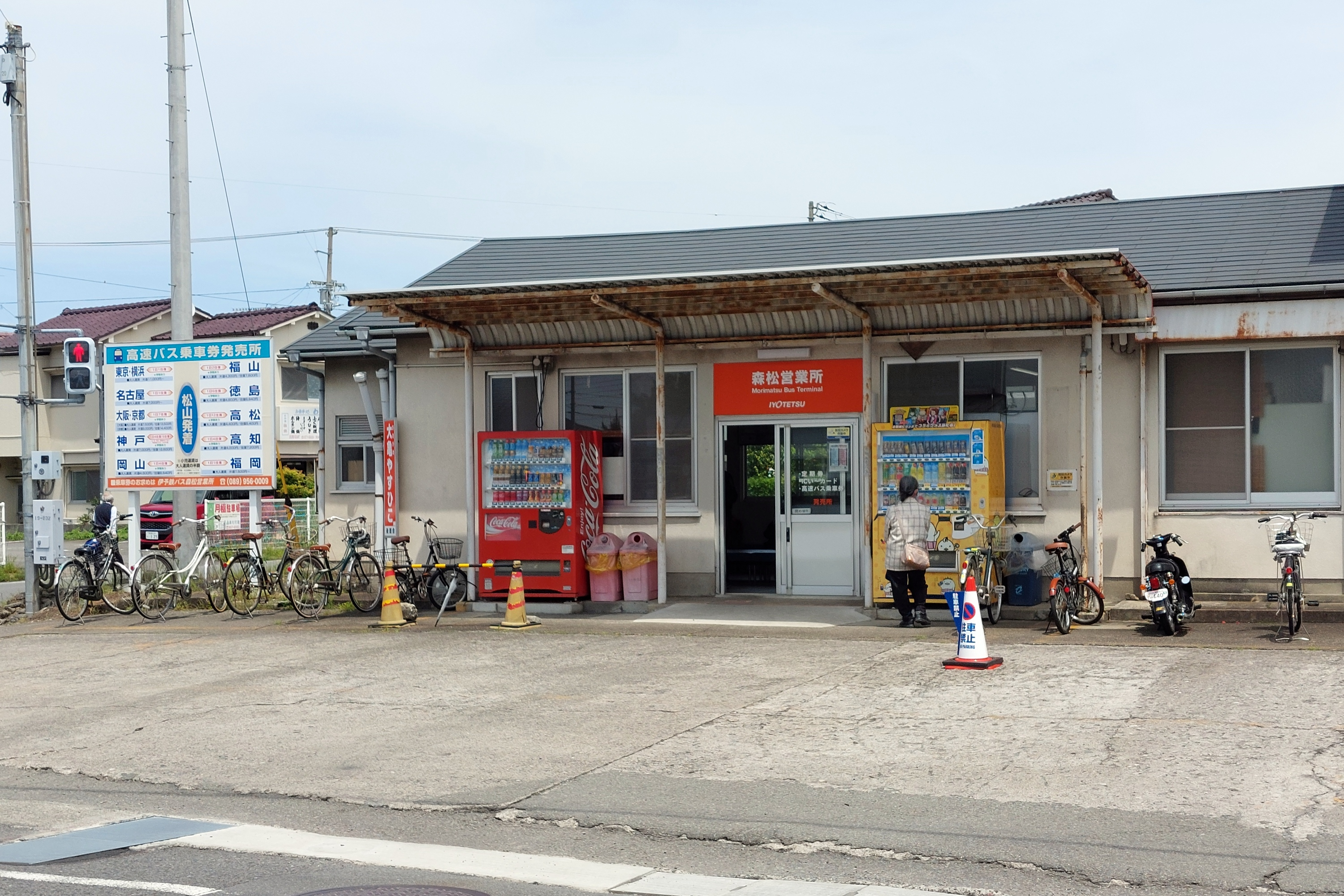
現在の伊予鉄バス森松営業所

廃線後、沿線およびその延長上である砥部町が松山市のベッドタウンとして大きく発展。さらに、1979年（昭和54年）に愛媛県総合運動公園陸上競技場（ニンジニアスタジアム。愛媛FCのホームスタジアム）、1988年（昭和63年）にはとべ動物園といった大型集客施設が建設された。これらの要因により、国道33号の渋滞は激化の一途をたどっていった。そして、これに拍車をかけるように1997年（平成9年）には松山自動車道松山インターチェンジが開通。国道33号は廃線区間とほぼ一致する天山交差点から拾町交差点にかけて連日大渋滞を引き起こしている。
代替輸送機関とされた路線バスについては、現在でも伊予鉄バスとJR四国バス（国鉄バスの路線を継承）によって、立花駅前 - 森松間において約15分間隔で運行されている。これは、伊予鉄バスの北条線や空港線、10番線などと並んで四国地区で最も高頻度運行が行われているバス路線（区間）のひとつとなっており、運行時間帯も6時台 - 23時台と、利便性は高い。
しかしながら、先述した渋滞などにより、ラッシュ時間帯を中心に定時運行を行うのは難しくなっているのが実情であり、オムニバスタウン事業による施策のひとつとして、公共車両優先システムの導入をしているものの、抜本的な解決には至っていない。
このようなことを背景に、森松線を復活させ砥部まで普通鉄道やLRTで延伸するという構想があるものの、既に沿線の都市化が進み用地確保が事実上不可能であることに加え、巨額の財政支出は困難として具体化の動きはない。

## 関連文献
- 桑田一男「伊予鉄道森松線の廃線跡を訪ねて」『鉄道ファン』1977年7月号（通巻195号）、交友社